# Трызново
Трызново — деревня в Тотемском районе Вологодской области.
Входит в состав Толшменского сельского поселения, с точки зрения административно-территориального деления — в Никольский сельсовет.
Расстояние по автодороге до районного центра Тотьмы — 105 км, до центра муниципального образования села Никольское — 5 км. Ближайшие населённые пункты — Галкино, Пузовка, Суровцово, Терентьевская, Хреново.
По переписи 2002 года население — 9 человек.